# ラグハック
ラグハック（laghack）とは、主にIPデータグラムの送受信のブロックにより人工的にラグを作り出すソフトウェアあるいは機能の概念である。類義語としては一部で回線絞りとも呼ばれることがある。
古典的な手法としてはLANケーブルを一瞬抜いたりすることで行っていたが、現在では改造ツールなどを用いて人工的にラグを発生させる方法が考案され、主流となっている。
コンピューターゲームなどで用いると一時的に数値の出力が正しく処理されない状態になり、正常なゲームプレイが行えなくなるが、ラグハックを解除したあとはラグハック中に発生した全ての処理を一斉に行なうようになる。
また、他のプレイヤーが接続している場合は動作を不安定にさせることでゲームプレイを妨害するような効果がある。
広義ではチートと呼ばれる行為であり、プログラム側の利用規約によりそのほとんどが禁止されている。

## 動作の原理
デバイスドライバでパケット(IPデータグラム)の送受信をブロックする方法が一般的である。TCP/IPプロトコルには自動的に再送を行う仕組みがあるため、IPデータグラムの送受信をブロックしても、回線の状態が悪い場合と同様に再送が行われるだけで、多くの場合セッションも失われずアプリケーションの動作には影響がない。
ただしゲームや動画配信で使われるUDPはデータを投げっぱなしに送られデータの保証をしないため、アプリケーション側で対策をしていないとデータは喪失してしまう。
それを利用して回線速度を調整して意図的にデータを受け取らない、送らない、俗に回線絞りを行うことでゲーム上有利にできる。